# Calamotropha formosella
Calamotropha formosella là một loài bướm đêm trong họ Crambidae.